# Argentite
L'argentite è un minerale di argento, la cui formula chimica è Ag2S. Il minerale puro è stabile solamente a temperature superiori a 177 °C, al di sotto delle quali si trasforma in acantite pertanto quello che comunemente viene classificato come argentite; strutturalmente è costituita dal suo polimorfo monoclino acantite. Per questo motivo il nome "argentite" non è stato accettato dall'IMA.
Possiede colore che varia dal grigio scuro al nero ed è il principale minerale dal quale si produce argento. Si trova spesso in associazione con la galena. È un minerale tenero e molto pesante, ed è malleabile: se percossa con un martello si schiaccia; per questa sua attitudine in passato è stata usata per coniare medaglie di poco pregio. In Italia esistono dei giacimenti in Sardegna.

## Abito cristallino
Scheletrico, arborescente, in blocchi.

## Origine e giacitura
Vene idrotermali di bassa temperatura, sia con argento nativo sia con altri minerali d'argento tipo la pirargirite e la proustite, ma anche a calcopirite, sfalerite, calcite, quarzo, stephanite e spesso associata anche a polibasite.

## Forma in cui si presenta in natura
I cristalli sono di forma irregolari o raggruppati in formazioni arborescenti o filiformi, ma anche in masserelle o in lamelle sottili.

## Come riconoscere l'argentite
La rassomiglianza tra l'argentite e la galena rende difficile un riconoscimento a prima vista, ma l'argentite è molto malleabile e annerisce più facilmente della galena.
Il minerale viene chiamato anche acantite pseudo-cubica o acantite pseudomorfo dell'argentite, ma l'acantite è monoclina.

## Caratteristiche chimico fisiche

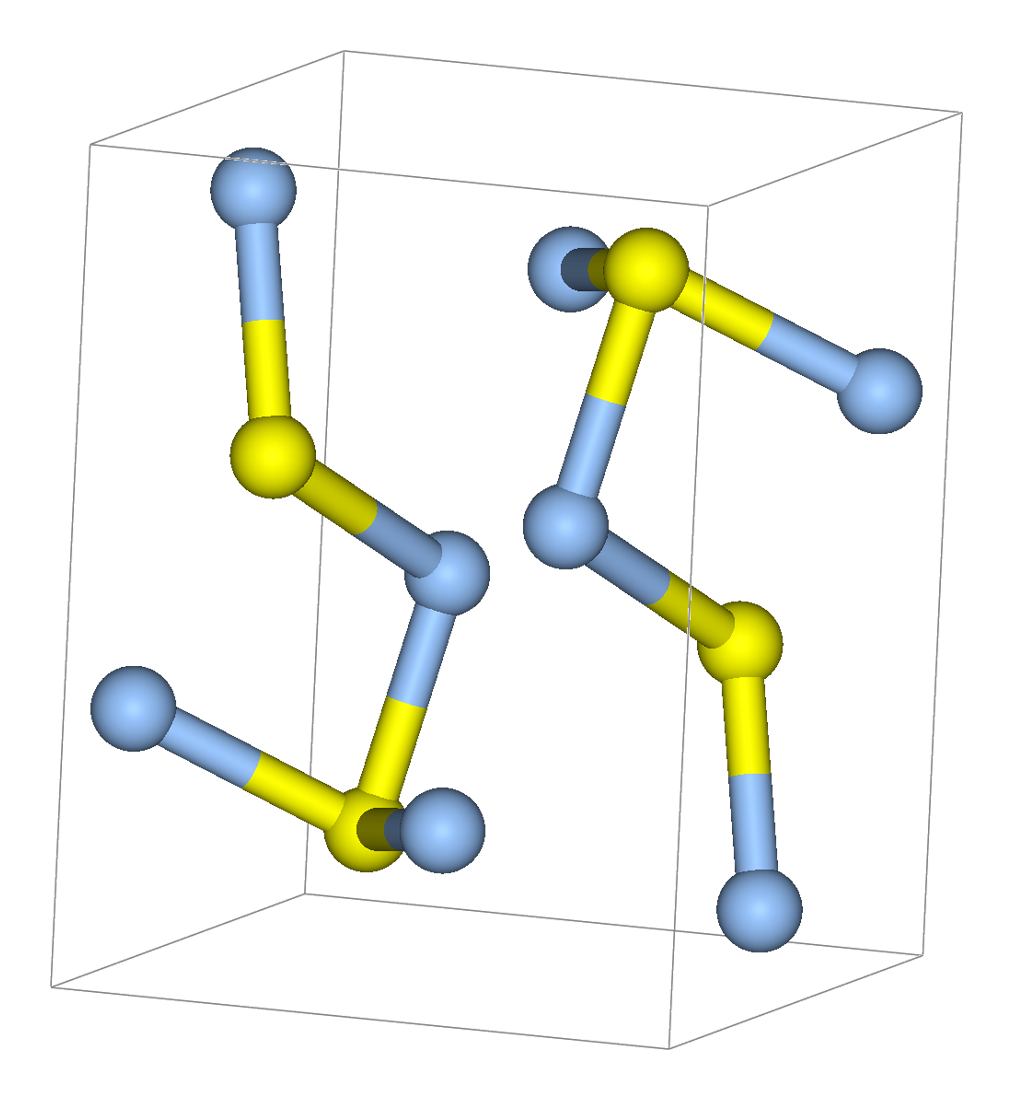
Struttura chimica del minerale

L'argentite è solubile in acido nitrico. Il nome argentite sta ad indicare la forma cubica che si forma ad una temperatura superiore ai 173 °C. Sotto questa temperatura diventa stabilmente monoclino mantenendo la forma cubica o ottaedrica e prende il nome di acantite.
- Peso molecolare: 247,8 grammomolecole[2]
- Densità di elettroni: 6,25 g/cm³[2]
- Indici quantici secondo il principio di esclusione di Pauli[2]:
  - fermioni: 0,0009705112
  - bosoni: 0,9990294888
- Indici di fotoelettricità[2]:
  - PE: 224,26 barn/elettrone
  - ρ: 1401,66 barn/cm³
- Indice di radioattività: GRapi:0 (il minerale non è radioattivo)[2]

## Località di ritrovamento
- In Europa: Sankt Andreasberg nella catena dello Hartz Freiberg, Schneeberg[1], Annaberg e Johanngeorgenstadt in Sassonia (Germania); Svezia; Kongsberg in Norvegia;[3]
  - In Italia: Seravezza e Stazzema (provincia di Lucca);[1] Monte Narba e molte località del Sarrabus (Sardegna);[3]
- In America: Canada;[1] Arizpe nel Sonora, Guanajuato e Zacatecas (Messico); Chañarcillo in Cile; Comstock Lode presso Virginia City in Nevada (Stati Uniti).[3]

## Canzoni
L'argentite è nominata nella canzone dei Sonata Arctica Don't Say a Word, nel verso "Don't cry for me, oh argentite" (tradotto, "Non piangere per me, oh argentite"), rivolto alla donna cui è dedicata la canzone.